# Luisa Marie Terezie z Artois
Luisa Marie Terezie z Artois (Louise Marie Thérèse; 21. září 1819 – 1. února 1864) byla vévodkyní a později regentkou Parmy. Narodila se jako dcera Karla Ferdinanda Bourbonského, mladšího syna Karla X., a jeho manželky Marie Karolíny Bourbonsko-Sicilské, dcery Františka I. Neapolsko-Sicilského.

## Mládí
Luisin otec zemřel, když jí bylo pět měsíců. V roce 1830 její dědeček abdikoval, a tak musela Luisa i se zbytkem své nejbližší rodiny odejít do exilu, nakonec se usadili v Rakousku. Vzhledem k tomu, že byla vnučkou krále, nesla titul petite-fille de France. Její mladší bratr Jindřich byl mezi 2. srpnem a 9. srpnem 1830 podle následnického práva legitimním francouzským králem jako Jindřich V. (a navarrským jako Jindřich IV.), poté byl v letech 1844–1883 legitimním pretendentem francouzského (a navarrského) trůnu.
10. listopadu 1845 se Luisa ve Frohsdorfu v Rakousku provdala za Ferdinanda Karla, dědičného prince Luccy, od roku 1849 známého jako Karel III., vévoda Parmy a Piacenzy. 17. prosince 1847 zemřela Marie Luisa Habsbursko-Lotrinská a Luisin tchán se stal jejím nástupcem jako Karel II. Parmský. Vévodství Lucca bylo včleněno do toskánského velkovévodství a z Luisina manžela dědičného prince Luccy se stal dědičný princ Parmy.
Luisin tchán byl vévodou z Parmy jen po několik měsíců. V březnu 1848 vypukla v Parmě revoluce podporovaná králem Karlem Albertem Sardinským. Ferdinand Karel prchl z Parmy, ale byl zajat v Cremoně. Po dobu několika měsíců byl vězněn v Miláně, dokud britská vláda nevyjednala jeho propuštění. Po krátkém pobytu na ostrově Malta, odcestoval do Neapole a pak do Livorna, kde se setkal s Marií Luisou Terezou, která právě porodila jejich prvního syna. Pak rodina hledala útočiště v Anglii a ve Skotsku.
V srpnu 1848 rakouská armáda vstoupila do Parmy a oficiálně vrátila Karla II. na trůn. Ferdinand Karel nicméně zůstal se svou rodinou v Anglii, protože nepřátelské akce mezi rakouskou a piemontskou armádou pokračovaly. Již několik let chtěl Karel II. abdikovat ve prospěch svého syna, oddálil to však až do doby, kdy to bude pro Ferdinanda Karla bezpečné.

## Parmská vévodkyně
24. března 1849 byla oznámena abdikace Karla II. Ferdinand Karel, stále žijící v Anglii, se stal vévodou Parmy, Piacenzy a Anektovaných Států pod jménem Karel III. 18. května se vrátil do Parmy, o dva dny později ji však znovu opustil. Správu vévodství převzal až 25. srpna.
Když byl její manžel v roce 1854 zavražděn, vládla Luisa jako regentka za jejich nezletilého syna, nového vévodu Roberta I. Stejně jako ostatní vládci centrálních italských států, byli také Luisa a její syn vyhnáni během Druhé italské války za nezávislost v roce 1859, a odešli pod rakouskou ochranu do Benátek.
Různé plány na to, co bude po válce, buď na restauraci Roberta v Parmě nebo na územní výměny, aby mohl vládnout v Toskánsku, Modeně nebo Romagně, přišly vniveč, když byla v březnu 1860 celá Itálie připojena k Piemontu. Luisa prožila zbytek svého života v exilu.
Nizozemská královna Žofie, která se s Luisou v roce 1862 setkala, ji popsala v dopise přítelkyni:
Druhý den jsem se seznámila s parmskou vévodkyní, sestrou hraběte ze Chambord. Je mnohem větší, než Marie z Cambridge, je velmi malá, ale živá, příjemná, bez hořkosti po tolika neštěstích. Její chlapci jsou trpaslíci, ale plni francouzské pohotovosti a veselosti. Líbila jsem se jí a lituji takového množství smůly - vražda a revoluce ji pronásleduje již od narození...
Luisa zemřela 1. února 1864 ve věku čtyřiceti čtyř let v Palazzo Giustinian v Benátkách. Byla pohřbena v kryptě svého dědečka Karla X. ve františkánském klášteře Konstanjevica ve městě Görz v Rakousku (nyní Nova Gorica ve Slovinsku).
Byli tam pohřbeni také další členové francouzské královské rodiny včetně Luisina bratra Jindřicha, její tety Marie Terezie Bourbonské a jejího strýce Ludvíka Antonína, vévody z Angoulême.

## Potomci
- 1. Markéta Bourbonsko-Parmská (1. 1. 1847 Lucca – 29. 1. 1893 Viareggio)
  - ⚭ 1867 Karel Maria Bourbonský (30. 3. 1848 Lublaň – 18. 7. 1909 Varese), vévoda z Madridu, hlava rodu Bourbonů od roku 1887 až do své smrti
- 2. Robert I. Parmský (9. 7. 1848 Florencie – 16. 11. 1907 Lucca), hlava parmské větve Bourbonské dynastie, poslední vládnoucí vévoda v Parmě, Piacenze a Guastalle a otec poslední rakouské císařovny a uherské královny Zity
  1. ⚭ 1869 princezna Marie Pia Neapolsko-Sicilská (2. 8. 1849 Gaeta – 29. 9. 1882 Biarritz)
  2. ⚭ 1884 Marie Antonie Portugalská (28. 11. 1862 14. 5. 1959 Berg)
- 3. Alice Bourbonsko-Parmská (27. 12. 1849 Parma – 16. 1. 1935 Schwertberg)
  - ⚭ 1868 Ferdinand IV. Toskánský (10. 6. 1835 Florencie – 17. 1. 1908 Salcburk), toskánský velkovévoda v letech 1859–1860, po roce 1860 pouze titulární velkovévoda
- 4. Jindřich Bourbonsko-Parmský (12. 2. 1851 Parma – 14. 4. 1905 Menton), hrabě z Bardi
  - I. ⚭ 1873 princezna Marie Luisa Neapolsko-Sicilská (21. 1. 1855 Neapol – 23. 8. 1874 Pau)
  - II. ⚭ 1876 Adelgunda Braganzská (10. 11. 1858 Bronnbach – 15. 4. 1946 Bern), vévodkyně z Guimarães

## Vývod z předků
|                              |                                       |  |                      |                               |  |  |  |  |  |  |  | Ludvík XV. |
|                              |                                       |  |                      |                               |  |  |  |  |  |  |  |            |
|                              | Ludvík Ferdinand Bourbonský           |  |                      |                               |  |  |  |  |  |  |  |            |
|                              |                                       |  |                      |                               |  |  |  |  |  |  |  |            |
|                              |                                       |  |                      | Marie Leszczyńská             |  |  |  |  |  |  |  |            |
|                              |                                       |  |                      |                               |  |  |  |  |  |  |  |            |
|                              | Karel X.                              |  |                      |                               |  |  |  |  |  |  |  |            |
|                              |                                       |  |                      |                               |  |  |  |  |  |  |  |            |
|                              |                                       |  |                      | August III. Polský            |  |  |  |  |  |  |  |            |
|                              |                                       |  |                      |                               |  |  |  |  |  |  |  |            |
|                              | Marie Josefa Saská                    |  |                      |                               |  |  |  |  |  |  |  |            |
|                              |                                       |  |                      |                               |  |  |  |  |  |  |  |            |
|                              |                                       |  |                      | Marie Josefa Habsburská       |  |  |  |  |  |  |  |            |
|                              |                                       |  |                      |                               |  |  |  |  |  |  |  |            |
|                              | Karel Ferdinand Bourbonský            |  |                      |                               |  |  |  |  |  |  |  |            |
|                              |                                       |  |                      |                               |  |  |  |  |  |  |  |            |
|                              |                                       |  |                      | Karel Emanuel III.            |  |  |  |  |  |  |  |            |
|                              |                                       |  |                      |                               |  |  |  |  |  |  |  |            |
|                              | Viktor Amadeus III.                   |  |                      |                               |  |  |  |  |  |  |  |            |
|                              |                                       |  |                      |                               |  |  |  |  |  |  |  |            |
|                              |                                       |  |                      | Polyxena Hesensko-Rotenburská |  |  |  |  |  |  |  |            |
|                              |                                       |  |                      |                               |  |  |  |  |  |  |  |            |
|                              | Marie Tereza Savojská                 |  |                      |                               |  |  |  |  |  |  |  |            |
|                              |                                       |  |                      |                               |  |  |  |  |  |  |  |            |
|                              |                                       |  |                      | Filip V. Španělský            |  |  |  |  |  |  |  |            |
|                              |                                       |  |                      |                               |  |  |  |  |  |  |  |            |
|                              | Marie Antonie Španělská               |  |                      |                               |  |  |  |  |  |  |  |            |
|                              |                                       |  |                      |                               |  |  |  |  |  |  |  |            |
|                              |                                       |  |                      | Alžběta Parmská               |  |  |  |  |  |  |  |            |
|                              |                                       |  |                      |                               |  |  |  |  |  |  |  |            |
| Luisa Marie Terezie z Artois |                                       |  |                      |                               |  |  |  |  |  |  |  |            |
|                              |                                       |  |                      |                               |  |  |  |  |  |  |  |            |
|                              |                                       |  | Karel III. Španělský |                               |  |  |  |  |  |  |  |            |
|                              |                                       |  |                      |                               |  |  |  |  |  |  |  |            |
|                              | Ferdinand I. Neapolsko-Sicilský       |  |                      |                               |  |  |  |  |  |  |  |            |
|                              |                                       |  |                      |                               |  |  |  |  |  |  |  |            |
|                              |                                       |  |                      | Marie Amálie Saská            |  |  |  |  |  |  |  |            |
|                              |                                       |  |                      |                               |  |  |  |  |  |  |  |            |
|                              | František I. Neapolsko-Sicilský       |  |                      |                               |  |  |  |  |  |  |  |            |
|                              |                                       |  |                      |                               |  |  |  |  |  |  |  |            |
|                              |                                       |  |                      | František I. Štěpán Lotrinský |  |  |  |  |  |  |  |            |
|                              |                                       |  |                      |                               |  |  |  |  |  |  |  |            |
|                              | Marie Karolína Habsbursko-Lotrinská   |  |                      |                               |  |  |  |  |  |  |  |            |
|                              |                                       |  |                      |                               |  |  |  |  |  |  |  |            |
|                              |                                       |  |                      | Marie Terezie                 |  |  |  |  |  |  |  |            |
|                              |                                       |  |                      |                               |  |  |  |  |  |  |  |            |
|                              | Marie Karolína Neapolsko-Sicilská     |  |                      |                               |  |  |  |  |  |  |  |            |
|                              |                                       |  |                      |                               |  |  |  |  |  |  |  |            |
|                              |                                       |  |                      | František I. Štěpán Lotrinský |  |  |  |  |  |  |  |            |
|                              |                                       |  |                      |                               |  |  |  |  |  |  |  |            |
|                              | Leopold II.                           |  |                      |                               |  |  |  |  |  |  |  |            |
|                              |                                       |  |                      |                               |  |  |  |  |  |  |  |            |
|                              |                                       |  |                      | Marie Terezie                 |  |  |  |  |  |  |  |            |
|                              |                                       |  |                      |                               |  |  |  |  |  |  |  |            |
|                              | Marie Klementina Habsbursko-Lotrinská |  |                      |                               |  |  |  |  |  |  |  |            |
|                              |                                       |  |                      |                               |  |  |  |  |  |  |  |            |
|                              |                                       |  |                      | Karel III. Španělský          |  |  |  |  |  |  |  |            |
|                              |                                       |  |                      |                               |  |  |  |  |  |  |  |            |
|                              | Marie Ludovika Španělská              |  |                      |                               |  |  |  |  |  |  |  |            |
|                              |                                       |  |                      |                               |  |  |  |  |  |  |  |            |
|                              |                                       |  |                      | Marie Amálie Saská            |  |  |  |  |  |  |  |            |
|                              |                                       |  |                      |                               |  |  |  |  |  |  |  |            |

## Tituly a oslovení
- 21. září 1819 – 10. listopadu 1845: Její Královská Výsost Luisa Marie Tereza z Artois, petite-fille de France
- 10. listopadu 1845 – 17. prosince 1847: Její Královská Výsost dědičná princezna z Luccy
- 17. prosince 1847 – 19. dubna 1849: Její Královská Výsost dědičná princezna z Parmy
- 19. dubna 1849 – 27. března 1854: Její Královská Výsost vévodkyně z Parmy
- 27. března 1854 – 3. prosince 1859: Její Královská Výsost regentka Parmy, vévodkyně vdova
- 3. prosince 1859 – 1. února 1864: Její Královská Výsost parmská vévodkyně vdova